# アラン・ムラオカ
アラン・ムラオカ（英: Alan Muraoka）は、アメリカ合衆国の俳優・演出家。

## 人物
ムラオカは、カリフォルニア州ロサンゼルスのミッション・ヒルズで日系アメリカ人として誕生。俳優として初めて「キャンディマン」として出演。
彼はUCLAで演劇部門を学習し、自身のパフォーマンスでキャロル・バーネット・ミュージカル・シアター賞を受賞した。大学在学中には、サバティカルの時も、夏休みの時も、ウォルト・ディズニー・ワールドの作品にいくつか出演した。1985年には、UCLAから演劇芸術の学士号をもらっている。その後はロサンゼルスのイースト・ウェスト・プレーヤーズと協力し、プリンセス・クルーズのパフォーマーとして時を過ごした。
彼は舞台「メール」で6人の役を演じ、ブロードウェイでデビュー。1か月後(1988年)には舞台「メール」が閉幕、しかしムラオカはニューヨーク市に留まった。
その後10年間は、ブロードウェイや地方、ツーリングの舞台で演劇活動を継続した。中でもブロードウェイで行われた舞台「Shōgun: The Musical」のオリジナルキャストのメンバーでもあり、ミス・サイゴンの「エンジニア」の主人公として長く活躍した。

### セサミストリート
1997年までオーディションを何度も受け、テリー・モンスターのパフォーマンスを行い、セサミストリートでアラン役として選ばれ、第3786話『新しい住人がなかま入り』でデビューしてから現在に至る。
2021年にはセサミストリートのエピソード「ファミリーズ・デイ」を共同監督として担当。
セサミストリートの吹き替え版でアランの声を担当する際、NHK教育版では真殿光昭、テレビ東京版では小伏伸之、DVD版では佐藤晴男、Youtube版では後藤敦が担当している。

## 出演

### 映画
1994年
- あなたに降る夢（テレビリポーター）

### テレビドラマ
2007年
- ブラザーフッド

2009年
- 30 ROCK/サーティー・ロック

2011年
- Louie
- ラリーのミッドライフ★クライシス

2019年
- CITY ON A HILL/罪におぼれた街

### テレビ番組
1998年
- セサミストリート（1998年 - 、アラン）

### ラジオドラマ
2021年
- Marvel's・ウェイストランダーズ:ブラック・ウィドウ（ドクター・ブライアン・ミズノ）